# Стайцеле
Стайцеле (произношение) (на латвийски: Staicele) е град в северна Латвия, намиращ се в историческата област Видземе и в административен район Лимбажи. Стайцеле се намира на 130 km от столицата Рига.